# Síndrome de Kleefstra
Síndrome de Kleefstra es un trastorno genético de los clasificados raros, fue reconocido oficialmente como el síndrome de Kleefstra en abril de 2010 y cada vez más casos son diagnosticados en todo el mundo. Su principal causa es la deleción en el noveno cromosoma 9q34 del cuerpo humano. La deleción significa que parte de este cromosoma se perdió; el tamaño de esta deleción puede variar, de modo que un número variable de genes pueden faltar. En todas estas deleciones, sin embargo, un gen específico, llamado EHMT1, es el que falta, y dicho gen es considerado la causa de los síntomas relacionados con este síndrome. Sin embargo, en algunos casos no hay una deleción específica, pero este gen está mutado.

## Síntomas
El síndrome de Kleefstra se caracteriza por diversos problemas cognitivos, físicos y médicos, entre ellos retraso mental, retraso en el habla, retraso motriz, infecciones respiratorias, estreñimientos graves, comportamiento auto lesionable, convulsiones epilépticas, defectos del corazón, del oído y problemas de visión, rasgos faciales característicos y rasgos autistas en la infancia.
La mayoría de estos casos, el trastorno genético es “novo", que significa que no se hereda.